# マイロ・ギブソン
マイロ・ギブソン（Milo Gibson、1990年11月16日 - ）は、オーストラリア生まれのアメリカ合衆国の俳優。父は俳優で映画監督のメル・ギブソン。

## 略歴
1990年にオーストラリアで生まれ、アメリカ合衆国カリフォルニア州マリブで育つ。2016年に父メル・ギブソンが監督する映画『ハクソー・リッジ』で映画デビュー。2018年の『リーサル・ソルジャーズ』で初めて主演を務めた。

## フィルモグラフィ
- ハクソー・リッジ Hacksaw Ridge (2016)
- バトル・オブ・ブリテン 史上最大の航空作戦 Hurricane (2018)
- リーサル・ソルジャーズ All the Devil's Men (2018)
- アウトポスト The Outpost (2020)